# Defenders
Defenders (em irlandês:  Cosantóirí) foi uma sociedade secreta agrária católica romana na Irlanda do século XVIII, fundada no Condado de Armagh.  Inicialmente, foram formados como organizações defensivas locais em oposição aos protestantes da "Peep o' Day Boys"; no entanto, em 1790 havia se tornado uma sociedade fraterna secreta, ajuramentada, composta de lojas.  Em 1796, os Defenders se aliaram aos Irlandeses Unidos e participaram da rebelião de 1798.  No século XIX, a organização havia se tornado o Ribbonmen. 